# Tren spre Busan
Tren spre Busan (coreeană 부산행, Busanhaeng) este un  film sud-coreean thriller de acțiune de groază de zombi scris și regizat de Yeon Sang-ho. În rolurile principale au interpretat actorii Gong Yoo, Jung Yu-mi și Ma Dong-seok. Filmul are loc în cea mai mare parte într-un tren spre Busan în timp ce o apocalipsă zombi izbucnește brusc în țară și amenință siguranța pasagerilor. În 2016 a mai apărut un prequel, filmul de animație Stația Seoul, și a fost urmat în 2020 de Peninsula (sau Tren spre Busan 2), toate regizate de asemenea de Yeon Sang-ho.
A fost produs de studiourile Next Entertainment World și RedPeter Film și a avut premiera la 13 mai 2016 la Festivalul de Film de la Cannes. Este distribuit de Next Entertainment World[*]. Coloana sonoră a fost compusă de Jang Young-gyu. 
Cheltuielile de producție s-au ridicat la 8,5 milioane de dolari americani și a avut încasări de 98,5 milioane de dolari americani.

## Distribuție
Au interpretat actorii:
- Gong Yoo - Seo Seok-woo, un administrator de fond care este înstrăinat de fiica și soția sa
- Ma Dong-seok - Yoon Sang-hwa, un bărbat dur căsătorit cu Seong-kyeong
- Kim Su-an - Seo Su-an, fiica tânără a lui Seok-woo, care vrea să meargă la Busan pentru a-și vedea mama Na-young
- Jung Yu-mi - Seong-kyeong, soția amabilă și curajoasă a lui Sang-hwa care este însărcinată. În timpul filmului, ea este cea care se ocupă în cea mai mare parte de Su-an.
- Choi Woo-shik - Min Yong-guk, un elev de liceu și jucător de baseball care se duce la Busan la un joc de baseball
- Ahn So-hee - Kim Jin-hee, unul dintre prietenii lui Yong-guk.
- Kim Eui-sung - Yon-suk, COO al trenului Stallion Express
- Choi Gwi-hwa - vagabond
- Jeong Seok-yong -Captain of KTX
- Ye Soo-jung - In-gil
- Park Myung-sin - Jong-gil, sora lui In-gil
- Han Sung-soo - The KTX team leader
- Jang Hyuk-jin - Ki-chul, train attendant
- Kim Chang-hwan - Kim Jin-mo
- Shim Eun-kyung - Runaway Girl
- Lee Joo-shil - mama lui Seok-woo

## Remake american
În 2016, Gaumont a cumpărat drepturile pentru un remake în limba engleză de la Next Entertainment World. În 2018, New Line Cinema, Atomic Monster Productions și Coin Operated au fost anunțați ca fiind coproducători pentru remake, cu Warner Bros. Pictures distribuindu-l în toată lumea. Regizorul indonezian Timo Tjahjanto a intrat în discuții să regizeze filmul, cu Gary Dauberman adaptând scenariul și servind drept coproducător alături de James Wan. În 2021, titlul a fost dezvăluit ca fiind The Last Train to New York, programat pentru lansare pe 21 aprilie 2023.